# Constituição da Nigéria
A Constituição da Nigéria é a lei suprema da República Federal da Nigéria. A atual constituição é a Constituição de 1999. Foi aprovada na sua forma original em 29 de maio, 1999 em Abuja, até o surgimento da Quarta República da Nigéria.

## Constituição de 1960 (1ª República)
- 1960 Constituição (PDF)

## Constituição of 1979 (2ª República)
A Constituição de 1979 viu o Sistema Westminster de governo (anteriormente utilizado na Primeira República) jettisoned, para um presidencialismo americano, com uma eleição direta executiva. 
Para evitar as armadilhas da Primeira República, a constituição deu um mandato que posições de partidos políticos e ministério refletem a "natureza federal" da nação — os partidos políticos foram obrigados a serem registrados em pelo menos dois terços dos estados, e cada estado foi obrigado a apresentar, pelo menos, um ministro de estado.
- 1979 Constituição (PDF)

## Constituição de 1993 (3ª República)
- 1993 Constituição (abortada)